# Van Helsing: Khắc tinh ma cà rồng
Van Helsing: Khắc tinh ma cà rồng (tựa gốc tiếng Anh: Van Helsing) là một bộ phim kinh dị hành động Mỹ năm 2004 được viết kịch bản và đạo diễn bởi Stephen Sommers. Phim có sự tham gia của Hugh Jackman trong vai thợ săn quái vật người Hà Lan Van Helsing và Kate Beckinsale trong vai Anna Valerious. Bộ phim là sự tôn kính và tri ân đối với các bộ phim về Quái vật kinh dị của Universal từ những năm 1930 và 1940 (cũng do Universal Pictures sản xuất, một phần dựa trên tiểu thuyết của Bram Stoker và Mary Shelley), mà Sommers là một người hâm mộ.
Nhân vật cùng tên được thợ săn ma cà rồng người Hà Lan Abraham Van Helsing lấy cảm hứng từ cuốn tiểu thuyết Dracula của tác giả người Ireland Bram Stoker. Được phát hành bởi Universal Pictures, bộ phim bao gồm một số quái vật như Bá tước Dracula (và các ma cà rồng khác), quái vật của Frankenstein , Duergar, Ngài Hyde và người sói theo cách tương tự như các bộ phim nhiều quái vật mà Universal đã sản xuất vào những năm 1940, chẳng hạn như trong vai Frankenstein Meets the Wolf Man, House of Frankenstein và House of Dracula. Bộ phim nhận được hầu hết các đánh giá tiêu cực nhưng thu về 300 triệu đô la trên toàn thế giới so với kinh phí 160–170 triệu đô la.

## Cốt truyện
Năm 1887 ở Transylvania, Tiến sĩ Victor Frankenstein với sự giúp đỡ của trợ lý Igor và Bá tước Dracula thành công tạo ra một quái nhân từ các phần của các thi thể. Ma cà rồng Dracula đã giết Frankenstein để sử dụng gã quái nhân cho kế hoạch của riêng hắn. Khi dân làng giận dữ xông vào Lâu đài Frankenstein, gã quái nhân đã mang theo xác Frankenstein chạy đến cối xay gió. Dân làng đốt cối xay gió và ngọn lửa có vẻ như đã giết chết quái nhân. Một năm sau, thợ săn quái vật Van Helsing giết Mr. Hyde trong Nhà thờ Đức Bà Paris. Van Helsing săn đuổi ác quỷ nhân danh Thánh Hội, một tổ chức bảo vệ loài người từ "thuở bình minh loài người". Do vốn là trẻ cô nhi được tìm thấy trên bậc thềm tòa thánh Vatican mà không có ký ức nào, Van Helsing hy vọng được xá tội để chuộc lại ký ức. Ở trụ sở của Hội, anh được giao nhiệm vụ đi đến Transylvania để tiêu diệt Dracula và bảo toàn Anna và Velkan, những thành viên cuối cùng của gia tộc Valerious, một gia tộc cổ xưa của România. Tổ tiên nhà Valerious đã thề là Dracula sẽ bị tiêu diệt trước khi gia tộc này tuyệt hậu và nếu thất bại thì họ sẽ chịu đày vĩnh viễn tại Luyện ngục. Van Helsing cùng với Carl, một tu sĩ đi đến Transylvania, nơi hai anh em Velkan và Anna Valerious cố gắng giết một người sói của Dracula, nhưng Velkan bị người sói cắn và cả hai đều rơi xuống sông.
Van Helsing và Carl đến một ngôi làng và tham gia trợ chiến Anna chống lại ba cô dâu của Dracula là Verona, Marishka và Aleera, kết cục giết được Marishka. Đêm đó, Velkan tìm đến Anna để cảnh báo về kế hoạch của Dracula nhưng biến thành người sói khi trăng tròn ló dạng và bỏ chạy. Anna và Van Helsing đuổi theo Velkan đến lâu đài của Frankenstein và tình cờ phát hiện ra kế hoạch của Dracula: Vì Dracula và các cô dâu của hắn đều là thây sống nên các lứa con của chúng sinh ra cũng đều đã chết. Do đó Dracula muốn lặp lại thí nghiệm của Tiến sĩ Frankenstein, lần này sử dụng năng lượng sống của Velkan, để truyền sự sống cho các con của hắn.
Anna cố gắng giải cứu Velkan trong khi Van Helsing đối đầu Dracula, kẻ muốn gợi nhớ anh về quá khứ giữa hai người. Tuy nhiên, các con của Dracula không sống được lâu sau khi hồi sinh do vẫn thiếu công thức gốc của Frankenstein. Van Helsing và Anna chạy thoát thân và tình cờ gặp phải quái nhân của Frankenstein vẫn còn sống ở cối xay gió bị cháy và được biết quái nhân là chìa khóa cho cỗ máy của Frankenstein để trao sự sống cho con của Dracula. Nghe lỏm được cuộc nói chuyện này, Velkan đưa thông tin về cho Dracula.
Tại lâu đài của Anna, Carl tìm thấy một bức tranh mô tả hai hiệp sĩ đối địch nhau. Khi bức tranh trở nên sống động, hai hiệp sĩ biến thành ma cà rồng và người sói. Khi đang tìm cách đưa quái nhân về Vatican, nhóm của Van Helsing bị các phu nhân của Dracula và Velkan mai phục. Tuy giết được Verona và Velkan, Van Helsing lại bị Velkan cắn. Aleera bắt cóc Anna và đề nghị trao đổi với Van Helsing để lấy quái nhân tại một dạ tiệc hóa trang. Van Helsing giấu quái nhân tại một hầm mộ nhưng lại bị các thây ma bắt giao cho Dracula. Van Helsing và Carl cứu Anna và tiêu diệt toàn bộ khách dạ tiệc - toàn bộ là ma cà rồng - và chạy thoát thân.
Quay lại lâu đài của Anna, Carl giải thích rằng, qua các nghiên cứu của anh,  Dracula là con trai của tổ phụ Valerious. Khi hắn bị giết bởi "cánh tay trái của Thượng đế" vào năm 1462, Dracula đã giao ước với Quỷ dữ để được hồi sinh nhưng với cái giá là phải duy trì sự sống bằng máu tươi. Valerious đến Rome để sám hối cho tội lỗi sinh ra đứa con trai xấu xa và được ra lệnh phải thủ tiêu Dracula. Không cam tâm giết con, ông ta đã đày Dracula đến một pháo đài băng giá không có đường về và để lại các manh mối để thế hệ tương lai có thể tiêu diệt Dracula thay ông ta đồng thời cứu rỗi cho toàn bộ dòng họ. Van Helsing sử dụng một mảnh thảm treo Valerious để lại Rome mà Thánh Hội đưa cho anh trước khi lên đường để mở một cánh cổng ma thuật ngay phía sau tấm bản đồ trong phòng sách của lâu đài dẫn đến pháo đài băng giá của Dracula.
Nhóm của Van Helsing tìm được quái nhân và được cho biết rằng Dracula có thuốc giải người sói vì chỉ có người sói mới có thể giết Dracula. Van Helsing kháng cự lại lời nguyền của người sói và phái Anna cùng Carl đi lấy thuốc giải, cuối cùng giết chết Igor và Aleera. Van Helsing giải thoát được quái nhân tuy nhiên vẫn chậm hơn một luồng sét đánh vào hắn và đưa nguồn năng lượng sống trong quái nhân đến cho đàn con của Dracula và hồi sinh cho chúng hoàn toàn. Van Helsing và  Dracula cùng giao chiến trong hình dạng quái vật và trong khoảnh khắc ngắn ngủi trở lại nhân dạng, Dracula tiết lộ là chính Van Helsing trước đây là người đã giết Dracula và cầu xin được tha mạng để đổi lại ký ức của mình.  Van Helsing từ chối và giết chết Dracula và vì thế đàn con của hắn cũng chết theo. Anna vô tình bị Van Helsing giết khi cô tiêm thuốc giải cho anh.
Van Helsing và Carl  hỏa táng Anna trên một vách đá nhìn ra biển vì cô đã từng mong được nhìn thấy biển do cả đời sống trong những dãy núi của Transylvania, trong khi quái nhân rời đi trên một chiếc bè. Van Helsing chứng kiến linh hồn Anna đoàn tụ với gia đình cô trên Thiên đàng. Van Helsing và Carl cưỡi ngựa rời đi về hướng mặt trời lặn.

## Diễn viên
- Hugh Jackman vai Gabriel Van Helsing, một thợ săn quái vật huyền thoại
- Kate Beckinsale vai Anna Valerious, hậu vệ cuối cùng của một gia tộc người România cổ đại
- Richard Roxburgh vai Bá tước Vladislaus Dracula, một ma cà rồng hùng mạnh
- David Wenham vai Carl, một tu sĩ của Thánh Hội
- Shuler Hensley vai quái vật Frankenstein
- Kevin J. O'Connor vai Igor, người hầu của tiến sĩ Frankenstein, giờ đây làm tay sai cho Dracula
- Will Kemp vai Velkan Valerious, anh trai của Anna, bị biến thành người sói
- Elena Anaya vai Aleera, một trong các cô dâu của Dracula
- Silvia Colloca vai Verona, một trong các cô dâu của Dracula
- Josie Maran vai Marishka, một trong các cô dâu của Dracula
- Alun Armstrong vai Hồng y Jinette, bề trên của Van Helsing trong Thánh Hội
- Tom Fisher vai Kẻ gác mộ
- Samuel West vai Victor Frankenstein
- Stephen Fisher vai Bác sĩ Henry Jekyll
- Robbie Coltrane lồng tiếng cho ông Hyde

## Sản phẩm

### Trò chơi điện tử
Vivendi Universal Games đã phát hành một trò chơi điện tử Van Helsing cho PlayStation 2, Xbox và Game Boy Advance. Trò chơi có cốt truyện tương tự với bộ phim, cũng như lối chơi tương tự Devil May Cry. Ngoài ra, phiên bản dành cho máy PS2 và Xbox còn được lồng tiếng bởi nhiều diễn viên từ phim trong đó có Hugh Jackman.

### Phòng vé
Bộ phim thu về 51 triệu đô la Mỹ, giữ vị trí thứ nhất trong tuần mở màn từ ngày 7 đến ngày 9 tháng 5 năm 2004. Sau cùng, phim thu được 300.257.475 triệu đô la Mỹ trên toàn cầu, trong đó có 120.177.084 triệu đô la Mỹ đến từ thị trường nội địa.